# Herbert Slavík
Herbert Slavík (* 1. února 1963 Praha) je český fotograf, držitel řady tuzemských i zahraničních ocenění, autor a spoluautor řady fotografických publikací.

## Život a dílo
Narodil se na začátku února 1963 v Praze.
V letech 1986 až 1990 působil jako fotoreportér pro deník Mladá fronta DNES. V roce 1989 mimo jiné nasnímal listopadové protesty v Praze, pád Berlínské zdi nebo založení Občanského fóra. Dokumentoval také volbu Václava Havla československým prezidentem a posléze ho doprovázel jako fotograf při diplomatických cestách.
Od roku 1990 do roku 2002 působil jako vedoucí fotografického oddělení ve výše zmíněném deníku, zakládal fotografickou agenturu MAFA. Od roku 2001 se začal věnovat převážně fotografování portrétů, v roce 2003 se stal fotografem na volné noze. Fotografuje však také sport, pravidelně se účastnil olympiád.
Počátkem února 2013 fotografoval oficiální portréty prezidenta Miloše Zemana.
S manželkou Terezou Brodskou mají syna Samuela (* 1996), od nějž mají vnučku (* 2021).

## Výstavy, monografie
Výstava Plzeňské ikony je volně spojena s jeho úspěšnou sérií Tváře/Faces, která byla poprvé představena nejen české veřejnosti v roce 2003 a byla doprovázena stejnojmennou fotografickou publikací.
V roce 2008 vyšla publikace Tváře/Faces : CZ (texty k fotografiím Jan Lipold), která byla vydána při příležitosti českého předsednictví v Radě EU v první polovině roku 2009; soubor portrétů byl vystaven v Bruselu.
V roce 2010 byla vydána publikace Hrdost a odvaha : tváře české armády – H. Slavík je autorem projektu a fotografií, autory textů jsou Barbora Potůčková a Eduard Stehlík.

## Ocenění
Herbert Slavík získal ocenění za nejlepší sportovní fotografii roku 1986, 1996 a 1997.
V národní soutěži Czech Press Photo získal v roce 2005 hlavní cenu v kategorii Umění za sérii portrétů z Mezinárodního filmového festivalu Karlovy Vary.